# Isestraße

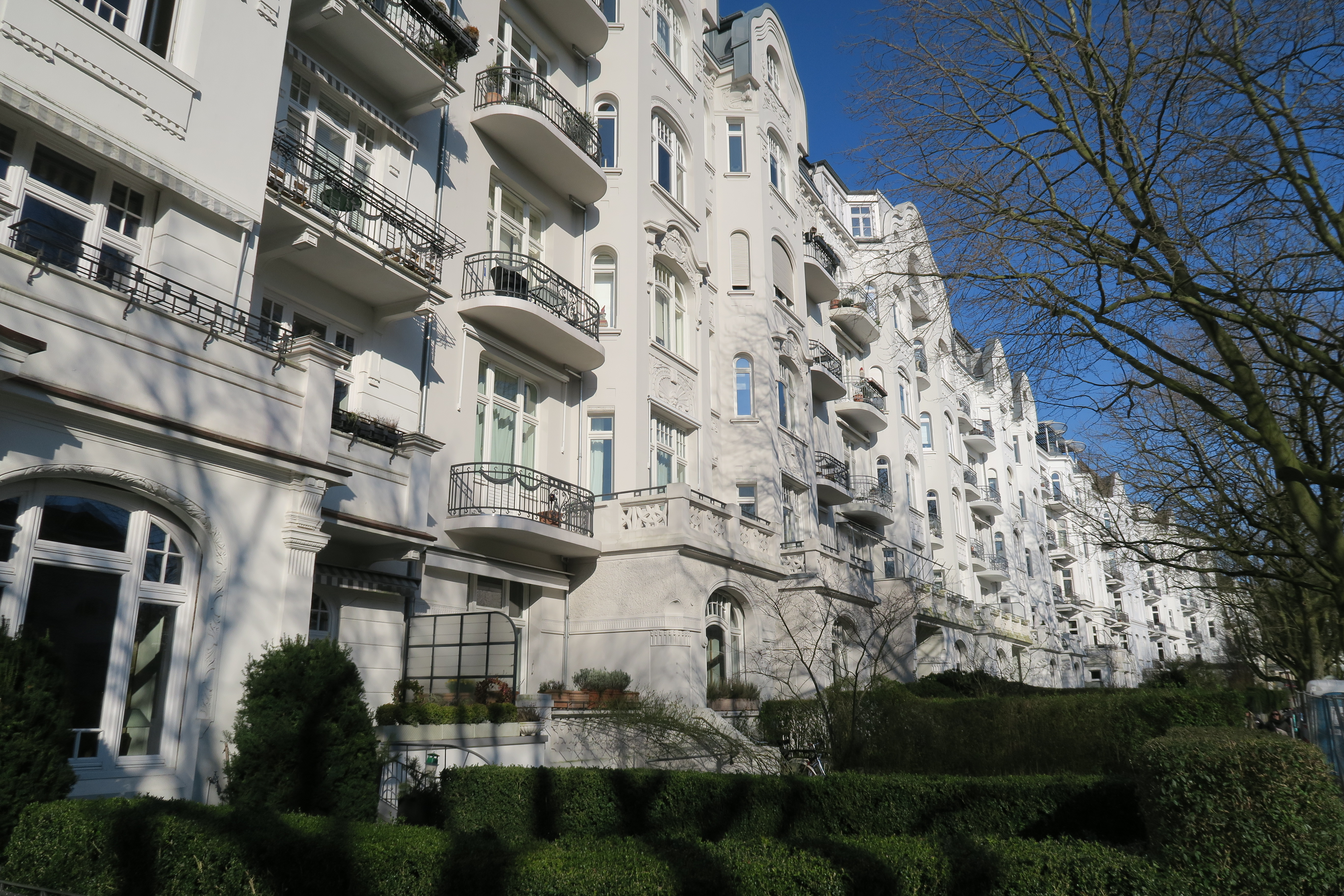
Häuserfront in der Isestraße

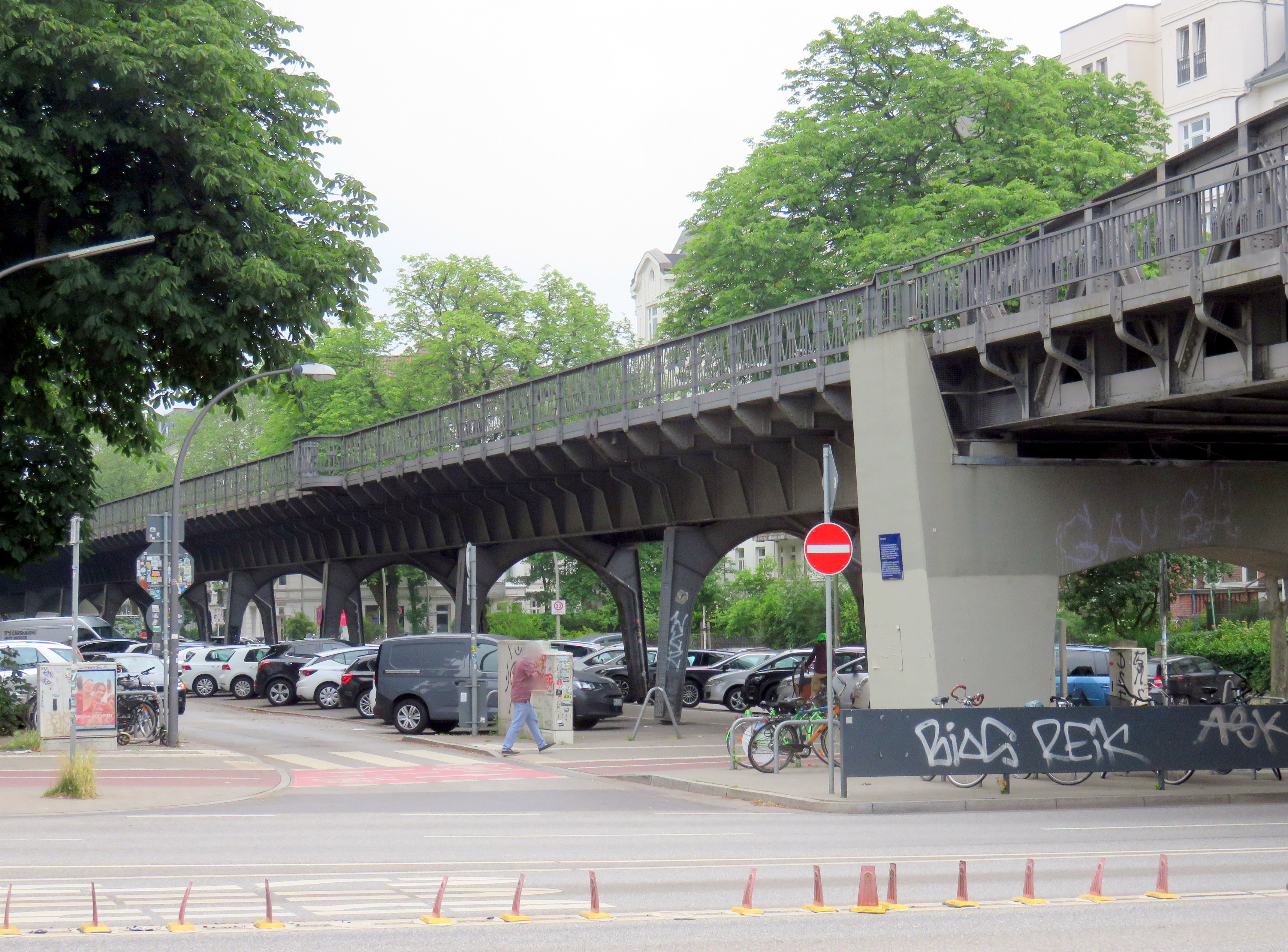
Hochbahnviadukt über dem Mittelstreifen der Isestraße

Die Isestraße ist eine rund 1400 Meter lange Straße im Hamburger Stadtteil Harvestehude, die von der Hoheluftbrücke in nordwestlicher Richtung bis zum Eppendorfer Baum führt, um dann bogenförmig die Oderfelder Straße zu überqueren und schließlich am Heilwigpark zu enden. Über ihre gesamte Länge verläuft die Isestraße parallel zum namensgebenden Isebekkanal, der sich hinter der nördlichen Randbebauung der Straße verbirgt.
In ihrem ersten Abschnitt zwischen Hoheluftbrücke und Eppendorfer Baum wird das Straßenbild durch das Hochbahn-Viadukt der Linie U3 geprägt, unter dem dienstags und freitags der Isemarkt stattfindet. Die Bebauung der Isestraße stammt ganz überwiegend aus der Zeit von 1900 bis 1914 und steht zu großen Teilen unter Denkmalschutz. Hinter stuckverzierten Fassaden in Weiß oder Pastelltönen befinden sich große Etagenwohnungen. Nach vorn ist die Straßenfront geschlossen, zur Rückseite meist als Schlitzbau ausgeführt. Im Mittelteil der Isestraße befinden sich vier Wohnanlagen des Typs „Hamburger Burg“. Am Ostende der Isestraße befand sich bis 1966 die Heilwigschule, deren Gebäude nach einem langen Intermezzo als Berufsschule wieder als Grundschule genutzt werden soll.
Vor dem Zweiten Weltkrieg war die Isestraße ein Mittelpunkt des bürgerlichen jüdischen Lebens in Hamburg. In der Isestraße erinnern knapp 300 Stolpersteine an die hier ansässigen Opfer des Holocaust, fast 5 % aller in Hamburg verlegten Stolpersteine. Die Künstlerin Eva Hesse wurde 1936 als Kind jüdischer Eltern in der Isestraße 98 geboren und lebte dort bis zu ihrer Ausreise 1938 mit einem Kindertransport. Zu weiteren bekannten Anwohnern zählen der SS-Offizier und Auschwitz-Adjutant Robert Mulka, der von 1939 und 1941 in der Isestraße 127 lebte. Der Schriftsteller Siegfried Lenz wohnte ab 1951 mit seiner Frau in einer Ein-Zimmer-Wohnung in der Isestraße 88. In der Isestraße 95 lebte Gertrud Jentzsch, die Großmutter von Angela Merkel. Nach ihrer Geburt kam die spätere Bundeskanzlerin 1954 mit ihrer Mutter für einige Wochen in der Isestraße unter, bis beide ihrem Vater Horst Kasner in die DDR folgten.

## Dokumentarfilm
- ardmediathek.de: Die Isestraße. NDR 2023, 59 min